# Barry Burns
Barry Burns (Glasgow, 1974 –) skót zenész, a Mogwai tagja. Feleségével, Rachellel üzemeltetik a neuköllni Das Gift nevű bárt.

## Élete
Burns a Cardinal Newman High Schoolban érettségizett, majd a Royal Scottish Academy of Music and Drama zenetanári szakára járt. 3 évet végzett el, majd egy ujjtörés miatt abbahagyta; ezen felül az oktatás színvonala sem volt kielégítő számára. Barátai „nagy Frankie-fiúnak”, zenésztársai Fraznek becézik.

## Pályafutása

### Mogwai
Burns a második stúdióalbum (Come On Die Young) előtt csatlakozott a bandához; koncertjeiken korábban néhányszor már fuvolázott és néha zongorázott. Stuart Braithwaite elmondta, hogy személyisége miatt vették fel tagjaik közé. Burns többek között billentyűs hangszereken, gitáron és fuvolán játszik, valamint énekel (főképp torzítón keresztül). Ő az együttes egyetlen tagja, aki zeneelméleti ismeretekkel rendelkezik, de ő maga szerint ezek már kikoptak a fejéből.

### Más együttesek
Barry az Arab Strap Elephant Shoe, The Red Thread, Monday at the Hug and Pint és The Last Romance albumain zongorázott és orgonán játszott. Malcolm Middleton számos albumához (5:14 Fluoxytine Seagull Alcohol John Nicotine, Into The Woods, A Brighter Beat és Sleight of Heart) is hozzájárult: zongorázott, rhodes zongorán játszott, orgonázott, és énekelt. 2009-ben a De Rosa együttes Prevention albumán zongorázott. Stuart Braithwaite-tel gyakran szerepelnek DJ-ként.

## Fordítás
Ez a szócikk részben vagy egészben  a   Barry Burns című angol Wikipédia-szócikk ezen változatának fordításán alapul.  Az eredeti cikk szerkesztőit annak laptörténete sorolja fel. Ez a jelzés csupán a megfogalmazás eredetét és a szerzői jogokat jelzi, nem szolgál a cikkben szereplő információk forrásmegjelöléseként.